# الصويفية
الصويفية أحد احياء منطقة وادي السير غرب العاصمة الأردنية عمّان.

## المعالم والخدمات
تشتهرالصويفية  بأنها من أهم الاسواق التجارية بالعاصمة ذات الماركات العالمية، من أشهر اسواقها شارع الوكالات الخاص بالمشاة والذي يحتوي على العشرات من المحلات التجارية والمقاهي الفاخرة. وتعد الصويفية من ارقى مناطق السكن في عمان الغربية. من معالمها : البركة مول وفندق ومنتجع الافرست والمدارس الأمريكية الحديثة على طريق المطار والصويفية افينيو وغيرها.